# 卡尔达斯诺瓦斯
卡尔达斯诺瓦斯是巴西戈亚斯州的一个市镇。总面积1589.518平方公里，总人口68508人，人口密度43.1人/平方公里。